# کنتوکو
کنتوکو (به ژاپنی: 建徳 Kentoku)، نام نام عصر ژاپنی در دوره نانبوکوچو در دربار جنوبی پس از شوهی (دوره) و قبل از بونچو بود. این دوره از اوت ۱۳۷۰ تا آوریل ۱۳۷۲ میلادی را در بر می‌گرفت. امپراتورهای سلطنتی در دربار جنوبی امپراتور چوکی و در دربار شمالی امپراتور گو-انیو بودند.